# Слънчовец
Слънчовец е село в Североизточна България. То се намира в община Антоново, област Търговище.